# Cassovall
Cassovall – miejscowość w Hiszpanii, w Katalonii, w prowincji Lleida, w comarce Alt Urgell, w gminie Montferrer i Castellbò.
Według danych INE w 2020 roku liczyła 6 mieszkańców – 5 mężczyzn i 1 kobietę. 